# 구로키 교헤이
구로키 교헤이(일본어: 黒木 恭平, 1989년 7월 31일 ~ )는 일본의 전 축구 선수이다. 구로키 고헤이의 쌍둥이 동생이다.

## 구단 경력
그는 2011년부터 2021년까지 J리그의 사간 도스, 에히메 FC, 레노파 야마구치 FC, 오이타 트리니타, 가고시마 유나이티드 FC, 교토 상가 FC에서 활동하였다.

## 같이 보기
- 구로키 고헤이